# مارغو ليون
مارغو ليون (بالفرنسية: Margo Lion)‏ هي مغنية وممثلة فرنسية، ولدت في 28 فبراير 1899 في الإمبراطورية اللاتينية، وتوفيت في 25 فبراير 1989 بباريس في فرنسا.

## أعمال

### أفلام
- (1935) لا بانديرا[4]

## وصلات خارجية
- مارغو ليون على موقع IMDb (الإنجليزية)
- مارغو ليون على موقع ألو سيني (الفرنسية)
- مارغو ليون على موقع ميوزك برينز (الإنجليزية)
- مارغو ليون على موقع أول موفي (الإنجليزية)
- مارغو ليون على موقع قاعدة بيانات الأفلام السويدية (السويدية)
- مارغو ليون على موقع أول ميوزيك (الإنجليزية)
- مارغو ليون على موقع أول ميوزيك (الإنجليزية)
- مارغو ليون على موقع ديسكوغز (الإنجليزية)
- مارغو ليون على موقع قاعدة بيانات الفيلم (الإنجليزية)
- مارغو ليون على موقع كينوبويسك (الروسية)